# Pásiga
Pásiga es un corregimiento del distrito de Chimán en la provincia de Panamá, República de Panamá. La localidad tiene 439 habitantes (2010).